# Peter Finch
Peter Finch (Londen, 28 september 1916 - Los Angeles, 14 januari 1977) was een Australische acteur.

## Biografie
Finch werd geboren in Londen, verhuisde vervolgens naar Frankrijk en India en groeide uiteindelijk op in Sydney, Australië, het geboorteland van zijn ouders.
Na het afronden van zijn school had hij een aantal laagbetaalde baantjes. Hij besloot het acteren te proberen. Al in 1935 stond hij op het toneel. Later was hij ook te horen op de radio. In 1938 verscheen hij voor het eerst in een film, Dad and Dave Come to Town. Hij was vervolgens nog meerdere keren te zien op het toneel. Aangemoedigd door Laurence Olivier keerde hij terug naar Londen om zijn acteercarrière uit te breiden. In die tijd had hij ook een affaire met Oliviers vrouw, Vivien Leigh.
In Groot-Brittannië richtte Finch zich meer op het acteren in films. Zijn eerste Britse film was Eureka Stockade (1949). Finchs Hollywood-debuut was in de film The Miniver Story uit 1950. Zijn eerste hoofdrol was pas in 1956 in A Town Like Alice. In 1964 speelde hij met Rita Tushingham de hoofdrollen in het succesvolle Girl with Green Eyes, een film over een oudere man met een jonge vriendin in het Dublin van de jaren zestig. In 1972 speelde hij een homoseksuele, Joodse dokter in Sunday Bloody Sunday. Voor die rol werd hij genomineerd voor een Academy Award voor Beste Acteur. In 1973 speelde hij mee in de musical Lost Horizon.
Op 14 januari 1977 stierf Finch aan een hartaanval op 60-jarige leeftijd. Rond die tijd was hij bezig aan een promotietour voor zijn film Network. In die film speelde hij een verstoorde televisiepresentator. Finch won de Academy Award voor Beste Acteur voor deze rol. Vanwege het overlijden nam zijn vrouw de prijs in ontvangst. Het was de eerste keer dat een acteur die een Oscar won de prijs zelf niet in ontvangst kon nemen vanwege overlijden. Bovendien was Finch de eerste Australische acteur die de Academy Award voor Beste Acteur won.
Finch won in zijn carrière ook nog vijf BAFTA Awards.

### Privé
Peter Finch was drie keer getrouwd, namelijk met
- Tamara Tchinarova
- Yolande Turner
- Eletha Finch

Met Eletha was hij getrouwd tot zijn dood. In totaal had hij vier kinderen uit deze drie huwelijken.
Finch is begraven op de Hollywood Forever Cemetery in Hollywood (Californië).

## Trivia
- Sommige bronnen melden dat Finchs originele naam William Mitchell is. Dit klopt niet, Finch werd ooit een keer gearresteerd voor openbare dronkenschap in Rome, en hij gaf toen een onjuiste naam op om zijn reputatie te beschermen. Toen zijn echte naam naar buiten kwam dachten sommigen dat Mitchell zijn eigenlijke naam moest zijn.
- In 1980 schreef Elaine Dundy een biografie over Finch, getiteld Finch, bloody Finch: A biography of Peter Finch.
- Jon Finch is geen familie van Peter Finch. Ze hadden beiden een rol in de film Sunday Bloody Sunday.